# Виктория (Сейшели)
Вижте пояснителната страница за други значения на Виктория.
Виктория (понякога наричана Порт Виктория) е столица на Република Сейшели, разположена в североизточната част на остров Мае, който е главният остров на архипелага. Градът е първото седалище на британските колониални власти. През 2002 г., населението на града възлиза на 24 970 жители, което е приблизително една трета от населението на Сейшелските острови. Виктория се обслужва от международното летище на Сейшелските острови (завършено през 1971 г.)
Основните износни стоки на Виктория са ванилия, кокосови орехи, кокосово масло, черупки от костенурки, сапун и гуано.
Привлекателните места в града включват часовниковата кула, умален модел на Малкия Бен в Лондон, Англия, сградата на съда, Ботаническата градина на Виктория, Националният исторически музей на Виктория, Природоисторическият музей на Виктория и пазарът „Сър Пърси Селвин Селвин-Кларк“. Във Виктория са също националният стадион и политехническият институт, докато вътрешното пристанище лежи непосредствено източно до града, около него са риболовният център за риба тон и консервните цехове, местната главната индустрия. Един от най-големите мостове на Виктория е разрушен от земетресението в Индийския океан през 2004 г.
Голяма Виктория включва 8 от 25-те общини на Сейшелските острови:
1. Ла Ривиер Ангаисе (Английската река)
2. Монт Бъкстън
3. Сейнт Луис
4. Бел Айр
5. Монт Флеури
6. Рош Кайман
7. Ле Мамел
8. Плейсанс

## Галерия
- Порт Виктория
- Часовниковата кула на Виктория